# Concurso de Maquetas de Puentes de la Escuela Técnica Superior de Ingeniería de Bilbao
El Concurso de Maquetas de Puentes de la Escuela Técnica Superior de Ingeniería de Bilbao es una competición que se realiza en la Escuela de ingenieros de Bilbao desde 2001 y que se basa en la construcción de puentes con palillos de helado. 
 Está organizado por la Delegación de Alumnos, con el apoyo de la dirección de la Escuela.
El concurso tiene actualmente dos categorías: resistencia y estética. En la prueba de resistencia los puentes se cargan incrementalmente con peso (tradicionalmente típicas baldosas de Bilbao, aunque en los últimos años se han añadido planchas de acero por motivos de seguridad) hasta su colapso o indulto por parte de su constructor. De acuerdo a unos índices calculados en función del peso de los propios puentes, distancia entre apoyos y peso que soportan, se ordenan los puentes concursantes y aquel que haya demostrado ser un diseño más resistente gana. Todo este proceso está controlado una serie de árbitros, miembros del cuerpo docente de la Escuela. Para la categoría estética un grupo de jueces formado por representantes de los patrocinadores, de la Escuela, etc deciden qué puente es el más bello. En el año 2009 la Diputación Foral de Vizcaya impulsó una categoría extraordinaria de Reproducciones de Puentes Vizcaínos.

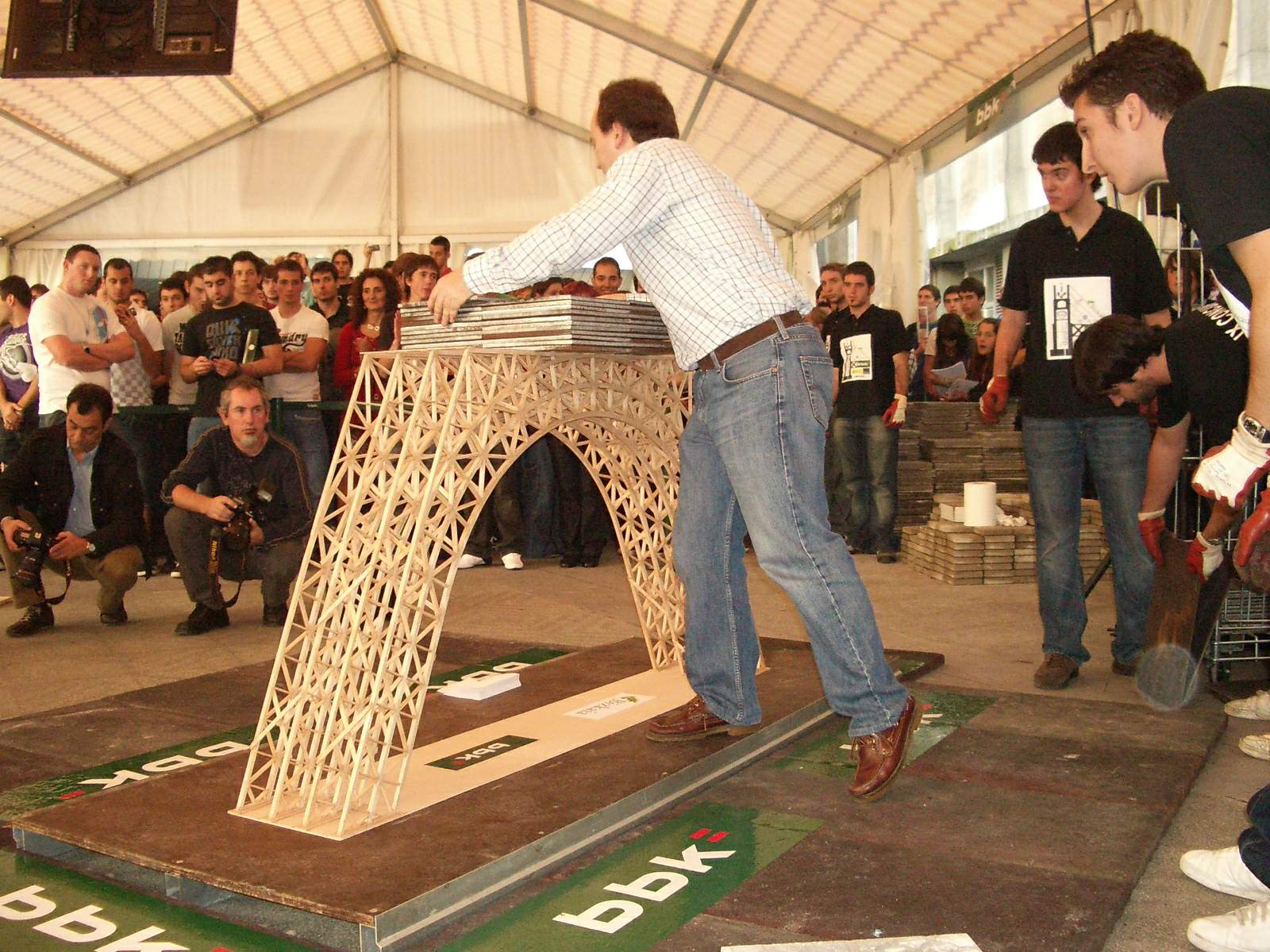
Pablo Cearra cargando su puente
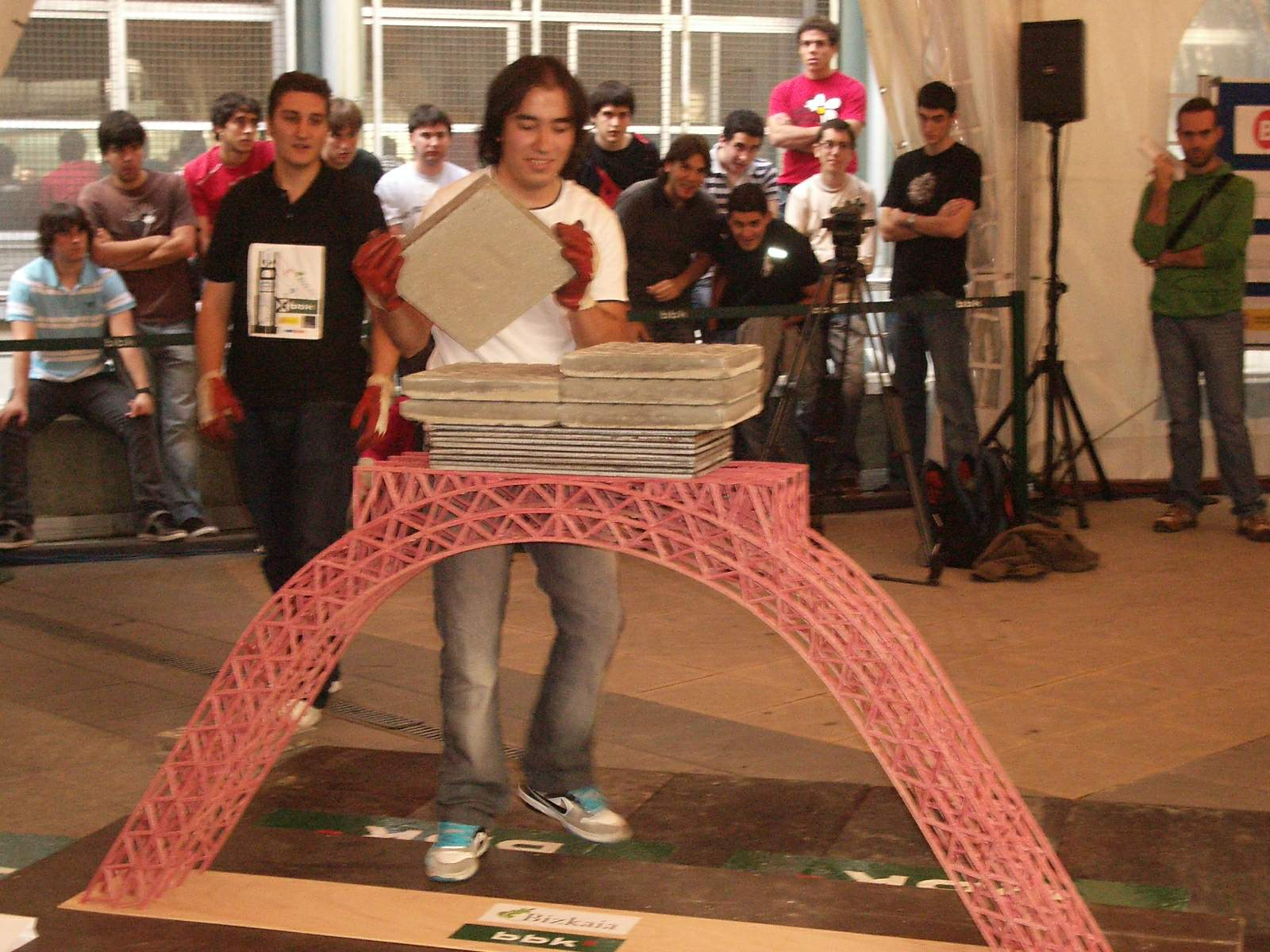
Roberto Polvorosa cargando su puente
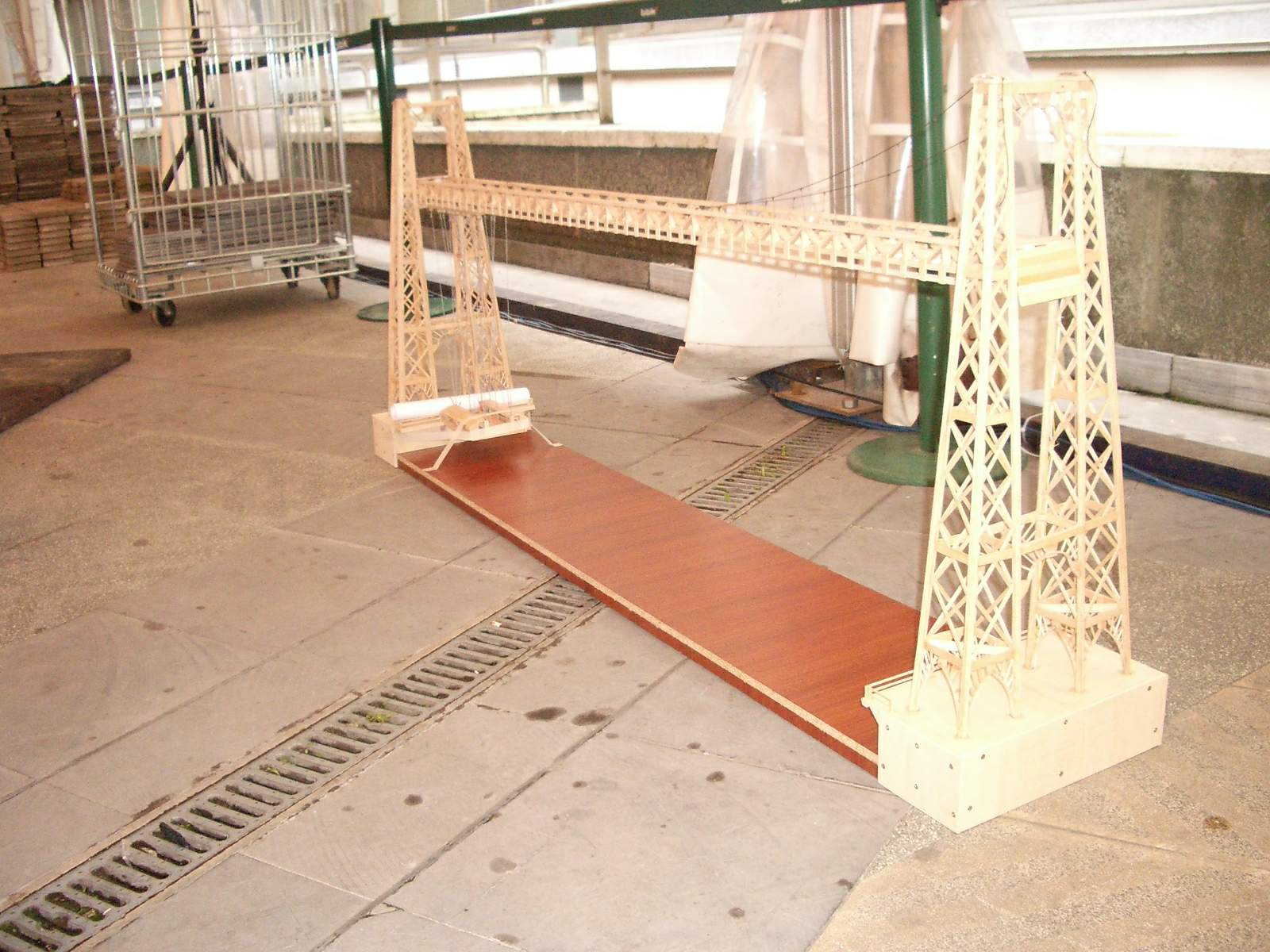
Reproducción del Puente Colgante de Bizkaia de Luis Cearra

## Historial
Los ganadores del concurso en las distintas categorías:
| N.º  | Año  | Resistencia                                   | Estética                                       | Reproducciones |
| ---- | ---- | --------------------------------------------- | ---------------------------------------------- | -------------- |
| XII  | 2014 | Iñigo Fernández y Marcos Ortega               | Iñigo Fernández y Marcos Ortega                | -              |
| XI   | 2012 | Roberto Polvorosa                             | Roberto Polvorosa                              | -              |
| X    | 2011 | Daniel López y Eduardo López                  | Roberto Polvorosa                              | -              |
| IX   | 2009 | Pablo Cearra                                  | Eneko Fernández, Luis Ángel Gil y Joseba Saez. | Luis Cearra    |
| VIII | 2008 | Pablo Cearra                                  | Aitor Olano y Beatriz del Olmo                 | -              |
| VII  | 2007 | Basilio Ovejero e Inma Ovejero / Pablo Cearra | Luis Cearra                                    | -              |
| VI   | 2006 | Basilio Ovejero e Inma Ovejero                | Basilio Ovejero e Inma Ovejero                 | -              |
| V    | 2005 | Pablo Cearra                                  | -                                              | -              |
| IV   | 2004 | Pablo Cearra                                  | -                                              | -              |
| III  | 2003 | Pablo Cearra                                  | -                                              | -              |
| II   | 2002 | Pablo Cearra                                  | -                                              | -              |
| I    | 2001 |                                               | -                                              | -              |